# 交換演算子
量子力学において、交換演算子 (こうかんえんざんし exchange operator) {\displaystyle {\hat {P}}} はフォック空間上の状態に作用する量子力学的演算子の一つをいう。交換演算子は、同時位置量子状態 {\displaystyle \left|x_{1},x_{2}\right\rangle } で記述される二つの同種粒子のラベルを取り替えるような作用を及ぼす。これらの粒子は区別が不可能であるから、交換対称性の考え方から交換演算子はユニタリ演算子であることが要請される。

## 構成
三次元もしくはより高次元において、交換演算子は文字通りの粒子対の位置の交換を、別の粒子は固定したまま断熱過程の粒子運動により表現できる。そのような運動は実際には行われないことが多い。そのかわり、この演算子の作用は「あたかも」パリティ反転もしくは時間反転のように扱われる。 このような粒子交換を二回反復することを考えると、
{\displaystyle {\hat {P}}^{2}\left|x_{1},x_{2}\right\rangle ={\hat {P}}\left|x_{2},x_{1}\right\rangle =\left|x_{1},x_{2}\right\rangle }
のようになるので、 {\displaystyle {\hat {P}}} はユニタリなだけでなく 1 の平方根である必要があり、次のような可能性がある。
{\displaystyle {\hat {P}}\left|x_{1},x_{2}\right\rangle =\pm \left|x_{1},x_{2}\right\rangle }
どちらの符号も自然界に実現されている。+1 となるような粒子をボソンと呼び、−1 となるような粒子をフェルミオンと呼ぶ。スピン統計定理により、整数スピンを持つような粒子はすべてボソンとなり、半整数スピンを持つような粒子はすべてフェルミオンとなる。
交換演算子はハミルトニアンと交換するため、保存量である。したがって、交換演算子の固有状態を基底とすることが常に可能であり、通常はそうすることが一番便利である。このような状態は同種ボソンの交換に対しては完全対称であり、同種フェルミオンの交換に対しては完全反対称である。反対称化演算子を用いてこのような反対称状態を構成することができる。
2次元の場合は、必ずしも断熱的な粒子交換が可能とは限らない。そのかわり、交換演算子の固有値は複素位相因子となる（その場合 {\displaystyle {\hat {P}}} はエルミートでなくなる）ことがある。このような場合についてはエニオンの項を参照されたい。厳密な1次元の場合、交換演算子を良く定義することはできないが、実効的に2次元系として振る舞うような1次元ネットワークを構築する方法がある。

## 量子化学
量子化学におけるハートリー・フォック法の文脈では、上述の交換統計から生じる交換相互作用エネルギーを推算するために修正された交換演算子が定義される。この方法では、次のようなエネルギー的交換演算子を定義することが多い。
{\displaystyle {\hat {K}}_{j}(x_{1})f(x_{1})=\phi _{j}(x_{1})\int {{\frac {\phi _{j}^{*}(x_{2})f(x_{2})}{r_{12}}}\mathrm {d} x_{2}}}
ここで、 {\displaystyle {\hat {K}}_{j}(x_{1})} は1電子交換演算子、 {\displaystyle f(x_{1})},{\displaystyle f(x_{2})} は交換演算子の作用する1電子波動関数を位置による関数表示したもの、 {\displaystyle \phi _{j}(x_{1})} および {\displaystyle \phi _{j}(x_{2})} は j 番目の電子の1電子波動関数を位置による関数表示したものである。これらの距離を r12  と表わしている。1 および 2 というラベルは単に記法的な便宜上のものであり、物理的には「どの電子がどれか」を追跡する方法は存在しない。